# Margaret Forster
Pour les articles homonymes, voir Forster.
Margaret Forster, née à Carlisle (Angleterre) le 25 mai 1938 et morte à Londres (Angleterre) le 8 février 2016, est une romancière, biographe, mémorialiste, historienne et critique littéraire britannique.

## Biographie
Forster est née en 1938 dans le lotissement Raffles à Carlisle, en Angleterre. Son père, Arthur Forster, était mécanicien ou ajusteur d'usine, sa mère, Lilian (née Hind), une femme au foyer qui avait travaillé comme commis ou secrétaire avant son mariage,,.
Margaret Forster a fréquenté la Carlisle and County High School for Girls, une école secondaire, de 1949 à 1956. Elle a ensuite obtenu une bourse pour étudier l'histoire au Somerville College, à Oxford, et a obtenu son diplôme en 1960. Elle s'est mariée également en 1960 avec l'écrivain, journaliste et animateur Hunter Davies. Ce mariage a duré jusqu'à la mort de Margaret Forster,.
Son premier emploi a été deux ans, de 1961 à 1963, comme enseignante en anglais à la Barnsbury Girls' School à Islington, au nord de Londres. Pendant cette période, elle a commencé à écrire, mais son premier projet de roman a été rejeté.Elle entame pourtant un parcours de riomancière, de biographe et de critique littéraire indépendante.
Forster a écrit de manière prolifique, notamment dans les années 1960 et 1970, tout en élevant trois enfants, mais elle a plus tard critiqué nombre de ses premiers romans comme étant « scintillants », estimant qu'elle n'avait pas trouvé sa voix avant son roman de 1974 The Seduction of Mrs Pendlebury.
Ces premiers romans sont souvent légers et humoristiques, animés par une intrigue forte. Le thème des relations familiales est devenu prédominant dans ses œuvres ultérieures. Mother, Can You Hear Me ?, publié en 1979, et Private Papers, publié en 1986, ont un ton plus sombre. Elle y aborde des sujets tels que les mères célibataires et les jeunes délinquants. Have the Men Had Enough ?, publié en 1989, scrute les soins aux personnes âgées et le problème de la maladie d'Alzheimer, inspiré par le déclin et la mort de sa belle-mère à cause de cette maladie.
Elle a publié également plusieurs biographies. Elle mêle aussi avec habileté, dans certaines œuvres, l'histoire réelle et la fiction. L'éditrice Carmen Callil considère comme la meilleure œuvre de Forster Lady's Maid, publié en 1990, un roman historique sur Elizabeth Barrett Browning vue à travers les yeux de sa femme de chambre. Diary of an Ordinary Woman, publié en 2003, semble être le journal d'une femme, une personne fictive en fait, qui vit les principaux événements du XXe siècle : il est si réaliste que de nombreux lecteurs ont cru qu'il s'agissait d'un journal authentique
Forster a contracté un cancer du sein dans les années 1970 et a subi deux mastectomies. Un nouveau diagnostic de cancer a suivi en 2007. En 2014, le cancer s'était métastasé, et elle est décédée en février 2016, à l'âge de 77 ans.

## Récompenses et distinctions
Forster a été élue membre de la Royal Society of Literature en 1975 et a reçu plusieurs prix pour ses ouvrages non romanesques. Elizabeth Barrett Browning : A Biography a remporté le prix Heinemann de la Royal Society of Literature (1988),. Daphne du Maurier : The Secret Life of the Renowned Storyteller a remporté le Writers' Guild Award de la meilleure œuvre non romanesque en 1993 et le Fawcett Society Book Prize en 1994. Rich Desserts and Captain's Thin : A Family and Their Times 1831-1931 a remporté le prix Lex du Global Business Book Award en 1998). Precious Lives a remporté le prix J. R. Ackerley de l'autobiographie en 1999.